# Hackenköpfe
La Hackenköpfe est une montagne composée de trois cimes qui s’élève à 2 125 m d’altitude dans le Kaisergebirge, en Autriche.